# ドント・ゴー・アウェイ
「ドント・ゴー・アウェイ」（原題：Don't Go Away）は、1998年5月5日にオアシスが発表した楽曲、及び同曲を収録したシングル。通算16枚目のシングル。

## 概要
ノエル・ギャラガーの作詞･作曲で、通算3枚目のオリジナル・アルバム『ビィ・ヒア・ナウ』から4曲目のシングル・カット。シングルとしては日本でのみ発売され、オリコンチャートの最高位は48位。また、アメリカではビルボードチャートのアルタナティヴ・チャートで5位にランクインするなど、後の「ショック・オブ・ザ・ライトニング」が出るまではアメリカで一番ヒットしたオアシスの曲だった。
日本ではTBS系列のテレビドラマ『ラブ・アゲイン』の挿入歌として使用された。

## 背景
1997年に発表されたが、曲自体は1993年に存在していた。
1997年のインタビューで、リードボーカルのリアム・ギャラガーは、レコーディング中にいろいろなことを思い出して泣いてしまい、スタジオの外で気持ちを落ち着かせたと述べている。
また、曲を聞き返して自身のボーカルパフォーマンスに満足してると述べている。
アルバムのプロモーションのためのインタビューでノエルは曲について、近しい人を失いたくないという悲しい、寒々とした曲で、即興で書かれた曲で歌詞はレコーディングの日に書いたと述べている。

## クレジットについての議論
ノエルがThe Real Peopleと共に作業していた時期に書かれた「コロンビア」、「ロックンロール・スター」などの曲と同様に「ドント・ゴー・アウェイ」も、同バンドの楽曲である「フィール・ザ・ペイン」に歌詞、メロディーの両方が酷似している。
Mojoマガジンのインタビューに対し、The Real Peopleのクリス・グリフィスは、この問題に対しどこまでコメントしてよいか分かりかねると述べている。

## アートワーク
カバー写真の建物はビートルズが帰国した際に降り立ったことで有名なリバプール空港で、飛行機はアブロ ランカストリアンである。

## B面
オアシスの故郷であるマンチェスターのG-MEX展示場で1997年12月14日に行われたコンサートで披露された「シガレッツ・アンド・アルコール」と、「サッド・ソング」、『ザ・ヘルプ・アルバム』にも収録されている「フェイド・アウェイ(ウォーチャイルド・ヴァージョン)」が収録されている。
『フェイド・アウェイ（ウォーチャイルド・ヴァージョン）』はボスニア・ヘルツェゴヴィナ紛争におけるウォーチャイルド救済を目的としたコンピレーションアルバム『HELP』のために1995年9月に録音された。ノエルがボーカル、ジョニー・デップがスライドギター、ケイト・モスがタンバリン、リアムとリサ・ムーアがバックボーカルを担当している。

## 収録曲
1. ドント・ゴー・アウェイ - "Don't Go Away"
2. シガレッツ・アンド・アルコール(ライブ) - "Cigarettes & Alcohol (Live)"
3. サッド・ソング - "Sad Song"
1stアルバム『オアシス』の日本盤にも収録された曲。
4. フェイド・アウェイ（ウォーチャイルド・ヴァージョン）-Fade Away"(Warchild Version)"

## チャート
| チャート (1997年)                       | 最高位 |
| --------------------------------------- | ------ |
| カナダ トップシングルス (RPM)           | 15     |
| カナダ ロック/オルタナティヴ (RPM)      | 1      |
| アイスランド (Íslenski Listinn Topp 40) | 24     |
| 日本 (オリコン)                         | 48     |
| US Radio Songs (Billboard)              | 35     |
| US Adult Alternative Songs (Billboard)  | 15     |
| US Adult Top 40 (Billboard)             | 27     |
| US Alternative Airplay (Billboard)      | 5      |
| US Mainstream Rock (Billboard)          | 36     |
| US Pop Airplay (Billboard)              | 35     |

| チャート (1997年)                  | 順位 |
| ---------------------------------- | ---- |
| カナダ ロック/アルタナティヴ (RPM) | 6    |